# Abd al-Wahid al-Sharqi
Abū Muḥammad 'Abd al-Wāḥid ash-Sharqi, est un lettré berbère de la région de Béjaïa, plus précisément de la région de Mallala,.
Il fait la rencontre d'Ibn Toumert venu prêcher dans cette dernière localité. Il est le témoin de la rencontre entre ce dernier et, un étudiant originaire de l'Oranie, Abd al-Mumin, futur calife almohade, . Son vrai nom est Yarzījan Ibn ' Umar, mais il prend le nom 'Abd al-Wāḥid, en référence au tawhid, principe d'unicité de Dieu fondamental en islam et particulièrement exalté dans la doctrine almohade,. Il participe à la fondation du mouvement almohade, et semble faire partie du Conseil des Dix, bien qu'il n'y apparaisse que dans une seule source[réf. nécessaire]. Lors de la structuration de l'Empire, et de la désuétude des premières institutions, il sera nommé gouverneur par Abd al-Mumin.